# Organoioduri
Gli organoioduri sono composti organici contenenti uno o più legami carbonio–iodio. Sono relativamente comuni in chimica organica, mentre sono più rari in natura. Gli ormoni tiroidei sono organoioduri necessari per la salute, e per questo motivo in molti paesi esiste una legislazione sulla iodazione del sale; in Italia è in vigore la legge 21 marzo 2005, n. 55.

## Struttura, legame e proprietà generali
In quasi tutti gli organoioduri lo iodio è collegato ad un singolo atomo di carbonio. Questi composti sono in genere classificati come contenenti lo ione ioduro (I–), ma esistono anche composti organici contenenti iodio in stato di ossidazione più elevato.
Il legame C–I è il più debole dei legami carbonio–alogeno. Queste energie di legame calano lungo la serie F > Cl > Br > I. Ad esempio, la tabella seguente elenca l'energia di dissociazione di legame nelle molecole di formula CH3X.
| C-F          | C-Cl          | C-Br          | C-I           |
| ------------ | ------------- | ------------- | ------------- |
| 115 kcal/mol | 83,7 kcal/mol | 72,1 kcal/mol | 57,6 kcal/mol |

Questo andamento correla con vari fattori, come l'elettronegatività dell'alogeno, il raggio atomico dell'alogeno, e la lunghezza del legame carbonio–alogeno. La debolezza del legame carbonio-iodio fa sì che spesso gli organoioduri siano gialli a causa della presenza di I2 formato per decomposizione, e che lo ioduro sia in genere il miglior gruppo uscente tra gli alogeni. 
Dato che lo iodio ha un peso atomico elevato, in genere i composti organoioduri hanno una densità elevata. Ad esempio un millilitro di diiodometano pesa 3,3 g.
I composti organoioduri sono in genere molto più reattivi dei corrispondenti composti con gli alogeni più leggeri. Ad esempio gli alchil ioduri possono essere anche 100 volte più reattivi dei corrispondenti cloruri.

## Applicazioni industriali e mediche
Sono pochi i composti organoioduri prodotti industrialmente in grandi quantità, mentre tali composti sono spesso intermedi in sintesi organica, dato che il legame carbonio–iodio si forma e si rompe facilmente. Alcuni organoioduri importanti dal punto di vista industriale sono lo iodoformio (CHI3), il diiodometano (CH2I2), lo ioduro di etile (C2H5I), lo ioduro di metile (C3HI) e lo iodobenzene (C6H5I). Lo ioduro di acetile, CH3C(O)I, non è un prodotto industriale in senso stretto, ma è un importante intermedio nei processi Cativa e Monsanto per la produzione di acido acetico.

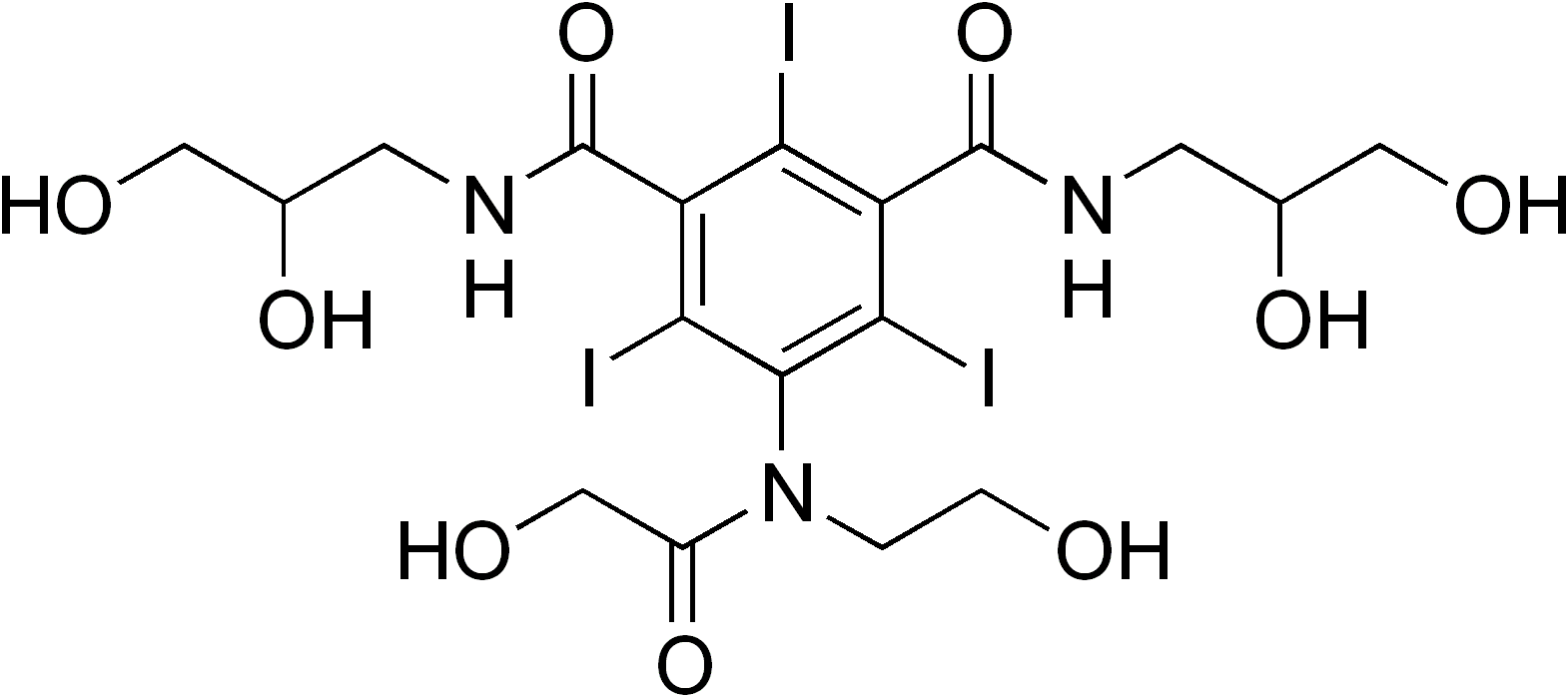
Ioversolo, un esempio di organoioduro usato come mezzo di contrasto per raggi X

Composti organici contenenti più di un atomo di iodio sono a volte impiegati come mezzi di contrasto per raggi X e fluoroscopia, dato che il nucleo atomico pesante dello iodio ha la capacità di assorbire raggi X. Sono disponibili in commercio vari mezzi di contrasto, per la maggior parte derivati del 1,3,5-triodobenzene, che contengono circa il 50% in peso di iodio. Nella maggior parte di tali applicazioni il composto deve essere molto solubile in acqua, e naturalmente non deve essere tossico e deve essere eliminato facilmente. Un esempio di questi mezzi di contrasto è lo ioversolo che contiene vari gruppi idrofili –OH. Campi di applicazione tipici sono in urografia e angiografia.

## Ruolo biologico
I composti organoioduri più importanti per quanto riguarda la salute umana sono i due ormoni tiroidei tiroxina ("T4") e triiodotironina ("T3"). I prodotti naturali di origine marina sono fonti abbondanti di composti organoioduri, come ad esempio le plakohypaphorine presenti nella spugna marina Plakortis simplex.
Si stima che ogni anno 214 migliaia di tonnellate di ioduro di metile vengano prodotte complessivamente dall'ambiente marino, dall'attività microbica delle risaie e dalla combustione di materiale biologico. Lo ioduro di metile è volatile e viene poi decomposto da reazioni di ossidazione nell'atmosfera; di conseguenza esiste un ciclo globale dello iodio.